# Fakultäten- und Fachbereichstag
Fakultäten- und Fachbereichstage sind der Zusammenschluss von Fakultäten bzw. Fachbereichen einzelner bestimmter Studienrichtung zum überregionalen Erfahrungsaustausch und zur Wahrnehmung gemeinsamer Interessen gegenüber Politik und Öffentlichkeit. Die meisten richten semesterweise eine Konferenz aus, um Beratungen abzuhalten, sich zur Organisation als Teil der Universität bzw. Hochschule auszutauschen und Entscheidungen zu treffen.
Ursprünglich ist die Begrifflichkeit Fakultätentag den Universitäten und Fachbereichstag bei Fachhochschulen zuzuordnen.
Das studentische Gegenstück zu den Fakultäten- und Fachbereichstagen sind die Bundesfachschaftentagungen.

## Allgemeiner Fakultätentag
Der Allgemeiner Fakultätentag, kurz AFT, ist ein Zusammenschluss (eingetragener Verein mit Sitz in Karlsruhe) einer Vielzahl der Fakultätentage.

## Konferenz der Fachbereichstage
Die Konferenz der Fachbereichstage, kurz KFBT, ist ein Zusammenschluss (eingetragener Verein mit Sitz in Berlin) einer Vielzahl der Fachbereichstage.

## Einzelne Fakultäten- und Fachbereichstage
| Name                                                                                                   | Abkürzung                                | Organisation                                          | Organisation                        | Mitglied | Website                                                                                      |
| Name                                                                                                   | Abkürzung                                | Rechtsform                                            | Sitz                                | Mitglied | Website                                                                                      |
| --- | ---------------------------------------- | ----------------------------------------------------- | ----------------------------------- | -------- | -------------------------------------------------------------------------------------------- |
| Fachbereichstag der Fachhochschulen im Agrarbereich                                                    |                                          |                                                       | Osterrönfeld                        | KFBT     |                                                                                              |
| Fakultätentag Agrarwissenschaften und Ökotrophologie                                                   | FTAÖ                                     | eingetragener Verein                                  | wechselnd, je nach Vorsitz          | AFT      | http://fakultaetentag-agrarwissenschaften-und-oekotrophologie.de/                            |
| Deutsche Dekane- und Abteilungsleiterkonferenz für Architektur, Raumplanung und Landschaftsarchitektur | DARL                                     | eingetragener Verein                                  | Berlin                              | AFT      | http://darl.de/                                                                              |
| Fakultätentag für Bauingenieurwesen, Geodäsie und Umweltingenieurwesen                                 | FTBGU                                    | eingetragener Verein                                  | Aachen                              | AFT      | http://ftbgu.de/                                                                             |
| Fachbereichstag Bau- und Umweltingenieurwesen                                                          | FBTBaU                                   |                                                       | Lübeck                              | KFBT     | https://fbt-bau.de/                                                                          |
| Fachbereichstag Chemieingenieurwesen                                                                   | FACh                                     |                                                       | Esslingen                           | KFBT     |                                                                                              |
| Fakultätentag für Elektrotechnik und Informationstechnik                                               | FTEI                                     | eingetragener Verein                                  | Frankfurt am Main                   | AFT      | http://ftei.de/                                                                              |
| Fachbereichstag Elektrotechnik und Informationstechnik                                                 | FBTEI                                    | eingetragener Verein                                  | Frankfurt am Main                   | KFBT     | https://fbtei.de/                                                                            |
| Erziehungswissenschaftlicher Fakultätentag                                                             | EWFT                                     | eingetragener Verein                                  | München                             | AFT      | http://ewft.de                                                                               |
| Forstlicher Fakultätentag                                                                              | FFT                                      | unbekannt                                             | unbekannt                           | AFT      | https://www.forstlicher-fakultaetentag.de/                                                   |
| Fachbereichstag Gesundheitswissenschaften                                                              | FBT-GW                                   | unbekannt                                             | unbekannt                           |          | https://fbt-gw.jimdofree.com/                                                                |
| Fachbereichstag Heilpädagogik                                                                          | FBT HP                                   | unbekannt                                             | Darmstadt                           | KFBT     | https://fbt-hp.de/                                                                           |
| Fachbereichstag Informatik                                                                             | FBTI                                     | unbekannt                                             | Bingen                              | KFBT     | https://fbti.de/                                                                             |
| Fakultätentag Informatik                                                                               |                                          | eingetragener Verein                                  | Dortmund                            | AFT      | https://ft-informatik.de/                                                                    |
| Deutscher Juristen-Fakultätentag                                                                       | DJFT                                     | eingetragener Verein                                  | Saarbrücken                         | AFT      | https://djft.de/                                                                             |
| Fakultätentag Maschinenbau und Verfahrenstechnik                                                       | FTMV                                     | eingetragener Verein                                  | Frankfurt am Main                   | AFT      | https://ftmv.de/                                                                             |
| Fachbereichstag Maschinenbau                                                                           | FBTM                                     | eingetragener Verein                                  | Berlin                              | KFBT     | https://fbt-maschinenbau.de/                                                                 |
| Studientag Materialwissenschaft und Werkstofftechnik                                                   | StMW                                     | eingetragener Verein                                  | Aachen                              | AFT      | https://stmw.de/                                                                             |
| Fachbereichstag Mathematik                                                                             | FBT                                      | unbekannt                                             | Regensburg                          | KFBT     | http://www.fachbereichstag-mathematik.de                                                     |
| Mathematisch-Naturwissenschaftlicher Fakultätentag                                                     | MNFT                                     | eingetragener Verein                                  | unbekannt                           | AFT      | http://mnft.de/                                                                              |
| Fachbereichstag Mechatronik                                                                            | FBT MT                                   | eingetragener Verein                                  | Bochum                              | KFBT     | https://fbt-mechatronik.de/                                                                  |
| Medizinischer Fakultätentag                                                                            | MFT                                      | eingetragener Verein                                  | Berlin                              | AFT      | https://medizinische-fakultaeten.de/                                                         |
| Dekanekonferenz Pflegewissenschaft                                                                     | FBT-Pflege                               | eingetragener Verein                                  | Bochum (Schwäbisch Gmünd)           | KFBT     | https://dekanekonferenz-pflegewissenschaft.org/                                              |
| Philosophischer Fakultätentag                                                                          | PhFT                                     | eingetragener Verein                                  | Berlin                              | AFT      | https://phft.de/                                                                             |
| Fakultätentag Psychologie                                                                              | FTPs                                     | Fachgruppe der Deutschen Gesellschaft für Psychologie | Berlin                              | AFT      | https://fakultaetentag-psychologie.de/                                                       |
| Fachbereichstag Soziale Arbeit                                                                         | FBTS                                     |                                                       | Mönchengladbach                     | KFBT     | https://fbts.de                                                                              |
| Fakultätentag Sportwissenschaften                                                                      |                                          | eingetragener Verein                                  | unbekannt                           | AFT      | http://fakultaetentag-sportwissenschaft.de/                                                  |
| Evangelisch-Theologischer Fakultätentag                                                                | E-TFT                                    | eingetragener Verein                                  | unbekannt                           | AFT      | https://etft.de/                                                                             |
| Katholisch-Theologischer Fakultätentag                                                                 | KThF                                     | eingetragener Verein                                  | Bonn                                | AFT      | http://kthf.de/                                                                              |
| Fachbereichstag Therapiewissenschaften                                                                 | FBT-Therapiewissenschaften               |                                                       | Berlin (Hildesheim)                 | KFBT     | https://www.hv-gesundheitsfachberufe.de/wer-wir-sind/fachbereichstag-therapiewissenschaften/ |
| Fachbereichstag Geoinformation, Vermessung und Kartographie                                            | FBT-Vermessung                           |                                                       | Mainz                               | KFBT     |                                                                                              |
| Veterinärmedizinischer Fakultätentag                                                                   | VMFT                                     | eingetragener Verein                                  | unbekannt                           | AFT      | https://vmft.de/                                                                             |
| Fachbereichstag Verfahrenstechnik                                                                      | FBT-Verfahrenstechnik                    |                                                       | Merseburg                           | KFBT     |                                                                                              |
| Wirtschafts- und Sozialwissenschaftlicher Fakultätentag                                                | WISOFT                                   | eingetragener Verein                                  | Bamberg                             | AFT      | https://wisoft.online                                                                        |
| Fakultäten- und Fachbereichstag Wirtschaftsingenieurwesen                                              | FFBT Wirtschaftsingenieurwesen (FFBT WI) | eingetragener Verein                                  | Pforzheim                           | KFBT     | http://wirtschaftsingenieurwesen.de/                                                         |
| BundesDekaneKonferenz Wirtschaftswissenschaften                                                        | BundesDekaneKonferenz (BDK)              | nicht eingetragener Verein                            | wechselnd, je nach Vorsitz (Wismar) | KFBT     | https://bundesdekane.de/                                                                     |